# ファールン市

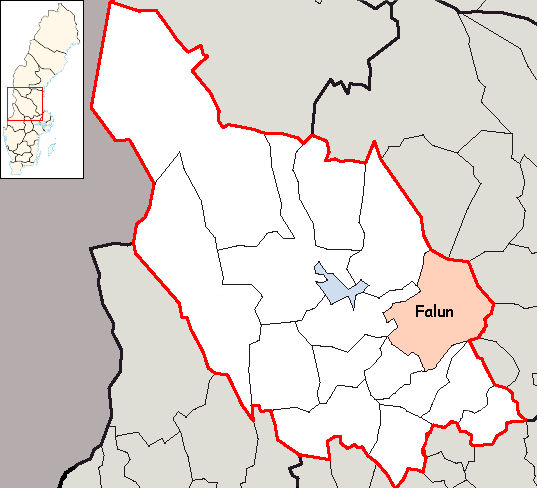
ファールン市の位置

ファールン市（-し。 スウェーデン語：Falu kommun、英語：Falun Municipality）は、スウェーデン中部のダーラナ県にある市である。
中心地はファールンである。

## 概要
ダーラナ県のダーラナ地方にあり、面積は2,275.17平方km（うち陸地部分は2,040.13平方km）で、面積順としてはスウェーデン国内40位。
人口は59,837人、人口密度は26.30人/平方キロメートルで、それぞれ順位は40位と142位となる。
現在の市は、1971年の地方自治改革時にファールン市と周辺の6自治体、Stora Kopparbergs landskommun、Vika、Bjursås、Enviken、Sundborn（スンドボーン）、Svärdsjöが合併し、成立した。

## 区域
- Bengtsheden
- Bjursås
- Danholn
- Grycksbo
- ファールン（中心地）
- ホーショーなどの郊外部
- Linghed
- スンドボーン
- Svärdsjö
- Sågmyra
- Toftbyn
- Vika

## 姉妹都市
- Fredrikshamn、フィンランド
- グルジョンツ、ポーランド
- ギュータースロー、ドイツ
- キンバリー、南アフリカ共和国
- Vordingborg、デンマーク
- プスコフ、ロシア